# 기타노후지 가쓰아키
기타노후지 가쓰아키(北の富士 勝昭, 1942년 3월 28일 ~ 2024년 11월 12일, 본명: 타케자와 가츠아키, 竹澤 勝昭)는 홋카이도 아사히카와시 출신의 일본 프로 스모 선수였다. 1957년에 프로 데뷔하여 1964년에 마쿠우치 부문 1위에 올랐다. 1970년에 획득한 순위인 52번째 요코즈나였다. 10번의 토너먼트 챔피언십에서 우승했으며 타마노우미와의 라이벌 관계로 유명했다. 1974년에 은퇴하고 1977년부터 1992년까지 코코노에 마구간의 수석 코치를 역임했다. 1998년에 일본 스모 협회를 떠났지만 말년에도 해설자로 스모계에서 두각을 나타냈다.

## 같이 보기
- 요코즈나 목록